# Responsabilidade histórica
Responsabilidade Histórica empresarial é a compreensão, pelos gestores de uma empresa ou instituição, de seu papel histórico na sociedade, dentro de seu ramo de negócios, em sua comunidade e para seus integrantes..
Segundo Paulo Nassar, a responsabilidade histórica empresarial é um conceito novo de benefício à sociedade. Tem por objetivo a valorização tanto da memória da empresa, quanto de seu contexto histórico regional e nacional e do ramo de negócio de que faz parte. A diferença entre a responsabilidade histórica e a tradicional memória empresarial, é que a primeira representa um compromisso da empresa com a história e tradição da comunidade e do país em que atua.
Projetos de preservação e de recuperação do patrimônio empresarial, criação de centros de memória, edição de livros para resgatar tradições, são algumas das iniciativas que representam a responsabilidade histórica.